# Devon Gummersall
Devon Gummersall (Durango, 15 oktober 1978) is een Amerikaanse televisie- en filmacteur.
Gummersall begon al met acteren op zijn tiende. Zijn eerste rol in een grote productie had hij in de televisieserie Dream On. Daarna was hij te zien in diverse televisieprogramma's en films, waaronder My Girl 2, totdat hij in 1994 werd gecast voor de rol van een snuggere jongen genaamd Brian Krakow in de televisieserie My So-Called Life. Ondanks de zeer positieve reacties over de serie werd hij al na één seizoen gestopt. Gummersall werd genomineerd voor een Young Artist Award vanwege zijn rol in de serie.
Na 1994 had hij rollen in meerdere grote televisieseries en films. In 1996 speelde de rol van een seksueelonzekere tiener in de film It's My Party. In het eerste seizoen van de serie Felicity speelde hij een klein rolletje maar hij werd al snel uit de serie geschreven. In 2000 werd hij gecast voor de televisieserie The Fugitive, maar die serie werd al na een jaar gestopt.
Na rollen in de onafhankelijke film The Anarchist Cookbook en de serie Roswell speelde Gummersall in 2007 in het zesde seizoen van de televisieserie 24.

## Filmografie
- 24 (2007) televisie - Mark Hauser
- Reeker (2005) - Jack
- McBride: The Chameleon Murder (2005) (TV) - Dudley
- Dead & Breakfast (2004) - Orange Cap
- The L Word (2004) - Lisa
- Never Get Outta the Boat (2002) - Julian
- The Anarchist Cookbook (2002) - Puck
- Roswell (2002) (TV) - Sean de Luca
- Homeward Bound (2002) televisie - Tom
- Earth vs. the Spider (2001) televisie - Quentin Kemmer
- Seven and a Match (2001) - Matthew
- The Fugitive (2000) televisie - Chuck Brixius
- The Young Unknowns (2000) - Charlie
- Men Named Milo, Women Named Greta (2000) - Richmond
- Dick (1999) - Larry Jobs
- Little Savant (1999) - Chooch
- Lured Innocence (1999) - Elden Tolbert
- Student Affairs (1999) televisie - Eddie
- When Trumpets Fade (1998) televisie - Lonnie
- Wind River (film) (1998) - Sylvester
- Do Me a Favor (1997) - Lincoln Muller
- After Jimmy (1996) televisie - Bailey
- Relativity (1996) televisie - Jake Roth
- Independence Day (1996) - Philip
- Educating Mom (1996) (televisie) - Dwayne
- It's My Party (1996) - Andrew Bingham
- The Price of Love (1995) (televisie) - T. J.
- From the Mixed-Up Files of Mrs. Basil E. Frankweiler (1995) (televisie) - Steve
- My So-Called Life (1994 (televisie) - Brian Krakow
- My Girl 2 (1994) - Dylan, klasgenoot
- Beethoven's 2nd (1993) - honkbalaanvoerder